# Komisja Kultury i Środków Przekazu (Senat)
Komisja Kultury i Środków Przekazu – komisja parlamentarna, wchodząca w skład stałych komisji senackich. Przedmiotem działania komisji są sprawy związane z kulturą i sztuką, rozwojem twórczości, upowszechnianiem kultury, ochroną dziedzictwa kulturowego, współpracą kulturalną z zagranicą, organizacją instytucji kultury, polityką informacyjną państwo, a także etyką mediów.

## Prezydium komisji wSenacie XI kadencji
- Jerzy Fedorowicz (KO) – przewodniczący[2],
- Halina Bieda (KO) – zastępca przewodniczącego[2],
- Grzegorz Czelej (PiS) – zastępca przewodniczącego[2],
- Barbara Zdrojewska (KO) – zastępca przewodniczącego[2].

## Prezydium komisjiSenatu X kadencji
- Barbara Zdrojewska (KO) – przewodnicząca[3],
- Grzegorz Czelej (PiS) – zastępca przewodniczącego[3],
- Jerzy Fedorowicz (KO) – zastępca przewodniczącego[3],
- Jan Maria Jackowski (niezrzeszony) – zastępca przewodniczącego[3].

## Prezydium komisjiSenatu IX kadencji
- Jerzy Fedorowicz (PO-KO) – przewodniczący[4],
- Jan Maria Jackowski (PiS) – zastępca przewodniczącego[4],
- Czesław Ryszka (PiS) – zastępca przewodniczącego[4].

## Prezydium komisjiSenatu VIII kadencji
- Grzegorz Czelej (PiS) – przewodniczący[5],
- Andrzej Grzyb (PO) – zastępca przewodniczącego[5],
- Andżelika Możdżanowska (PSL) – zastępca przewodniczącego[5],
- Aleksander Świeykowski (PO) – zastępca przewodniczącego[5].

## Prezydium komisjiSenatu VII kadencji
- Piotr Andrzejewski (PiS) – przewodniczący[6],
- Barbara Borys-Damięcka (PO) – zastępca przewodniczącego[6],
- Andrzej Grzyb (PO) – zastępca przewodniczącego[6],
- Krzysztof Piesiewicz (PO) – zastępca przewodniczącego[6],

## Prezydium komisjiSenatu VI kadencji
- Krystyna Bochenek (PO) – przewodnicząca[7],
- Czesław Ryszka (PiS) – zastępca przewodniczącego[7].

## Prezydium komisjiSenatu V kadencji
- Grzegorz Matuszak (SLD-UP) – przewodniczący (od 16.12.2004)[8],
- Dorota Kempka (SLD-UP) – zastępca przewodniczącego[8],
- Ryszard Sławiński (SLD-UP) – przewodniczący (do 18.11.2004 r.)[8].

## Prezydium komisjiSenatu IV kadencji
- Krystyna Czuba (AWS) – przewodniczący[9],
- Jacek Sauk (AWS) – zastępca przewodniczącego[9].

## Prezydium komisjiSenatu III kadencji
- Jan Mulak (SLD) – przewodniczący[10],
- Maria Berny (SLD) – zastępca przewodniczącego[10],
- Stefan Pastuszka (PSL) – zastępca przewodniczącego[10].

## Źródła
Komisja Kultury i Środków Przekazu senat.gov.pl [dostęp 2023-12-18]